# Melisa Döngel
Melisa Döngel (Estambul, 18 de septiembre de 1999) es una actriz y modelo turca, conocida por interpretar el papel de Deniz Çelik Elibol en la serie Bizim Hikaye y por el de Ceren Başar en la serie Sen Çal Kapımı.

## Biografía
Melisa Döngel nació el 18 de septiembre de 1999 en Estambul (Turquía), y tiene una hermana menor llamada Elif.

## Carrera
Melisa Döngel completó su educación en la Osman Yağmurdereli Art Academy. En 2015 hizo su primera aparición como actriz en la serie Ne Münasebet. En 2016 interpretó el papel de Sevtap en la serie Hangimiz Sevmedik. En el mismo año interpretó el papel de Nil en la serie de televisión Arka Sokaklar. En 2017 formó parte del elenco de la serie Fazilet Hanım ve Kızları.
Del 2017 al 2020 interpretó el papel de Ceren en la serie Kadin. De 2017 a 2019 interpretó el papel de Süreyya en la serie Elif. En 2018 y 2019 interpretó el personaje de Deniz Çelik Elibol en la serie emitida en Fox Bizim Hikaye. En 2019 interpretó el papel de Cemre Balaban en la serie Aşk Ağlatır.
En 2020 y 2021 fue elegida para interpretar al personaje de Ceren Başar en la serie emitida en Fox Love is in the Air (Sen Çal Kapımı) y donde actuó junto a actores como Hande Erçel, Kerem Bürsin, Elçin Afacan, Sitare Akbaş, Evrim Doğan, Bige Önal y Çağrı Çıtanak.
En 2021 interpretó el papel de Genç Hicran en la serie Sadakatsiz. En 2021 y 2022 interpretó el papel de Çağla Yılmaz en la serie emitida en Fox Aşk Mantık İntikam. En 2022 ocupó el papel de Leyla en la serie emitida en Fox Kusursuz Kiracı y el papel de Mia de Luna en la película de televisión Barbaros Hayreddin: Sultanın Fermanı dirigida por Berat Özdogan.
En 2022 ocupó el papel de Ceren en la serie web de Disney+ Dünyayla Benim Aramda, en la que coprotagonizó con los actores Demet Özdemir y Buğra Gülsoy. En 2022 y 2023 fue elegida para interpretar el papel de Mia de Luna en la serie emitida en TRT 1 Barbaros Hayreddin: Sultanın Fermanı. En 2023 interpretó el papel de Aysen en la película Prestij Mes.elesi dirigida por Mahsun Kirmizigül. En el mismo año protagonizó la película Ask Taktikleri 2 dirigida por Recai Karagöz y donde actuó junto a los actores Demet Özdemir y Sukru Ozyildiz.

## Vida personal
Melisa Döngel en julio de 2021, se reveló que estaba involucrada en una batalla legal contra su padre por la custodia de su hermana menor. Su padre había abusado de ella cuando era niña, quien luego fue arrestado.
Es de padre turco y de madre rusa. Su madre la abandonó junto a su hermana para volver a Rusia con su amante.

## Filmografía

### Cine
| Año  | Título           | Personaje | Director          |
| ---- | ---------------- | --------- | ----------------- |
| 2023 | Prestij Meselesi | Aysen     | Mahsun Kirmizigül |
| 2023 | Ask Taktikleri 2 |           | Recai Karagöz     |

### Televisión
| Año       | Título                               | Personaje          | Notas                                             |
| --------- | ------------------------------------ | ------------------ | ------------------------------------------------- |
| 2015      | Ne Münasebet                         |                    |                                                   |
| 2016      | Hangimiz Sevmedik                    | Sevtap             |                                                   |
| 2016      | Arka Sokaklar                        | Nil                |                                                   |
| 2017      | Fazilet Hanım ve Kızları             |                    | 1 episodio                                        |
| 2017-2019 | Elif                                 | Süreyya            | 294 episodios                                     |
| 2017-2020 | Kadin                                | Ceren              | 80 episodios                                      |
| 2018-2019 | Bizim Hikaye                         | Deniz Çelik Elibol | 33 episodios                                      |
| 2019      | Aşk Ağlatır                          | Cemre Balaban      | 3 episodios                                       |
| 2020-2021 | Love is in the Air (Sen Çal Kapımı)  | Ceren Başar        | 30 episodios                                      |
| 2021      | Sadakatsiz                           | Genç Hicran        | 1 episodio                                        |
| 2021-2022 | Aşk Mantık İntikam                   | Çağla Yılmaz       | 28 episodios                                      |
| 2022      | Kusursuz Kiracı                      | Leyla              | 6 episodios                                       |
| 2022      | Barbaros Hayreddin: Sultanın Fermanı | Mia de Luna        | Película de televisión dirigida por Berat Özdogan |
| 2022-2023 | Barbaros Hayreddin: Sultanın Fermanı | Mia de Luna        | 20 episodios                                      |

### Web TV
| Año  | Título                | Personaje | Plataforma | Notas       |
| ---- | --------------------- | --------- | ---------- | ----------- |
| 2022 | Dünyayla Benim Aramda | Ceren     | Disney+    | 8 episodios |

## Premios y reconocimientos
Premios Mariposa Dorada de Pantene
| Año  | Categoría                       | Trabajo            | Resultado |
| ---- | ------------------------------- | ------------------ | --------- |
| 2021 | Mejor actriz en serie romántica | Aşk Mantık İntikam | Nominada  |